# SN 2003R
SN 2003R – supernowa typu Ia odkryta 2 stycznia 2003 roku w galaktyce A020511-0442. W momencie odkrycia miała maksymalną jasność 22,00m.